# Frejdis Eriksdotter
Frejdis Eriksdotter (isländska Freydís Eiríksdóttir) var dotter till Erik Röde och halvsyster till Leif Eriksson. Frejdis figurerar i både Erik Rödes saga och Grönlänningasagan.

## Kultur
Eriksdotter är en av huvudpersonerna i Netflix-serien Vikings: Valhalla, där hon spelas av Frida Gustavsson.